# هیورفورد کالج (پنسیلوانیا)
هیورفورد کالج (به انگلیسی: Haverford College) یک منطقهٔ مسکونی در ایالات متحده آمریکا است که در پنسیلوانیا واقع شده‌است. هیورفورد کالج ۰٫۷۸ کیلومتر مربع مساحت و ۱٬۳۳۱ نفر جمعیت دارد و ۱۰۶٫۹۹ متر بالاتر از سطح دریا واقع شده‌است.